# Борго-а-Моццано
Борго-а-Моццано (італ. Borgo a Mozzano) — муніципалітет в Італії, у регіоні Тоскана, провінція Лукка.
Борго-а-Моццано розташоване на відстані близько 290 км на північний захід від Рима, 65 км на захід від Флоренції, 15 км на північ від Лукки.
Населення — 7093 особи (2014).

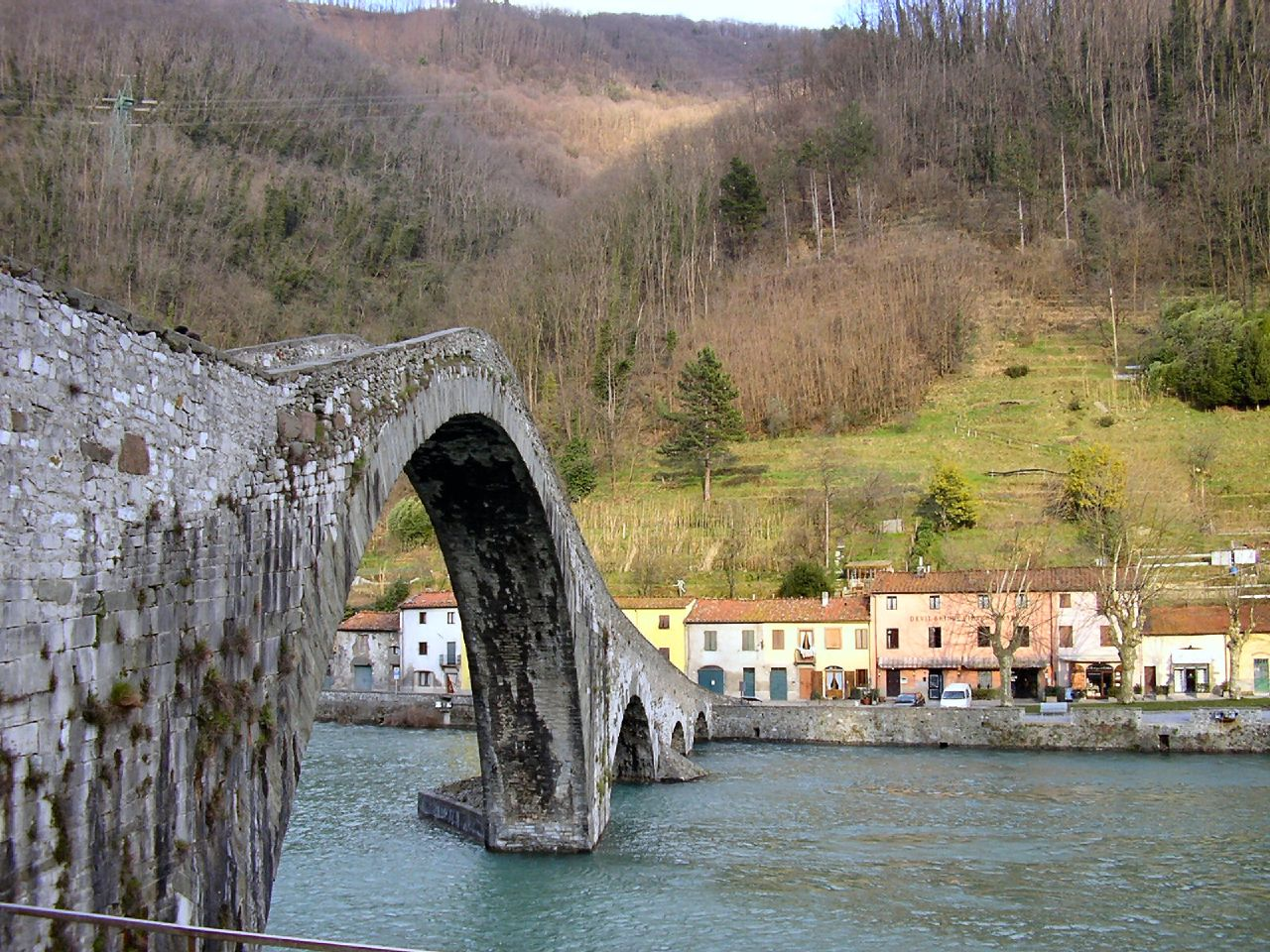

Щорічний фестиваль відбувається 24 квітня.

## Демографія
Населення за роками:

Станом на 1 січня 2023 року в муніципалітеті офіційно проживало 496 іноземців з 56 країн, серед них 151 громадянин країн Євросоюзу та 4 громадяни України.

## Сусідні муніципалітети
- Баньї-ді-Лукка
- Капаннорі
- Корелья-Антельмінеллі
- Фаббрике-ді-Валліко
- Галлікано
- Лукка
- Пескалья
- Вілла-Базиліка